# NCW Femmes Fatales
NCW FF (reso graficamente come nCw Femmes Fatales e spesso riconosciuta semplicemente come Femmes Fatales) è una promotion di wrestling femminile indipendente con base in Canada, precisamente a Montréal e ha avuto il suo primo show il 5 settembre 2009. La Femmes Fatales è una divisione ufficiale della Northern Championship Wrestling che è stata creata da TNT (Anthony Tonin). Diretta e gestita da LuFisto e Stephane Bruyere la promotion è stata creata con la missione di dare ai talenti di wrestling canadesi e anche internazionali una piattaforma seria dove poter dimostrare le proprie abilità. La compagnia ha un approccio unico quando si tratta di tenere eventi: loro mettono su uno show ogni circa 3/4 mesi al Centre de Loisirs St-Barthèlèmy a Montréal. Un DVD valido di materiale è registrato a questi show e venduto come volume singolo originariamente attraverso il negozio online della Northern Championship Wrestling prima di essere distribuito a livello nazionale attraverso il negozio online della stessa nCw Femmes Fatales. A causa del lavoro di LuFisto con la Northern Championship Wrestling le due compagnie sono strettamente affiliate con la NCW che promuove il prodotto Femmes Fatales semi-regolarmente portando la competizione femminile anche nello loro card principali.
La Northern Championship Wrestling riconosce l'NCW FF Championship e sarà difeso nei loro eventi. La NCW Femmes Fatales ha anche un accordo con la SHIMMER Women Athletes che permette alle due federazioni di parlare l'una dell'altra nei loro DVD.

## NCW Femmes Fatales Championship
L'NCW FF Championship è un titolo di wrestling femminile creato e protetto da copyright dalla promotion gemella della nCw FF, la nCW; è stato creato per la loro divisione femminile. Il titolo è stato annunciato il 28 marzo 2010 sul sito ufficiale della NCW FF. Il torneo è iniziato ufficialmente il 5 giugno 2010 dove sono riuscite a passare il turno Portia Perez sconfiggendo PJ Tyler, Cheerleader Melissa sconfiggendo Nicole Matthews, Kalamity sconfiggendo Sweet Cherrie e LuFisto sconfiggendo Sara Del Rey nel Main Event del 3° Show. Il 15 agosto 2010 fu poi annunciato sullo SHIMMER Forum che il titolo sarebbe stato messo in palio già a partire dal 23 ottobre 2010. Il 23 ottobre 2010 si sono tenuti i secondi round del torneo dove Portia Perez ha sconfitto a sorpresa Cheerleader Melissa grazie all'intervento di Nicole Matthews e LuFisto ha sconfitto Kalamity per sottomissione, entrambe assicurandosi un posto nella finale che avrebbe preso luogo più tardi la stessa sera.

### LuFisto
Nel Main Event del 4° Show nCw Femmes Fatales LuFisto ha sconfitto Portia Perez diventando la prima campionessa nCw Femmes Fatales della storia. Pochi attimi dopo è stato annunciato che Ayako Hamada avrebbe fatto il suo debutto il 12 marzo 2011 nei panni di sfidante al titolo in un match titolato nel Main Event della serata. Il 6 novembre 2010, dopo aver fatto coppia e sconfitto con Sweet Cherrie il Team dei Les Titanes in uno show della nCw, LuFisto è stata attaccata da Kalamity che l'ha poi sfidata ad un match. LuFisto ha difeso con successo il suo titolo per la prima volta contro Mary Lee Rose il 20 novembre 2010 in un match per la GEW. Una settimana dopo lo ha poi difeso contro Sweet Cherrie con il suo Konnichiwa-Godnight in un match arbitrato da Missy per la MWF. Tra il 17 e il 19 dicembre 2010 LuFisto ha difeso la cintura per tre volte di fila rispettivamente contro Mary Lee Rose in ICW, Sweet Cherrie nella GEW e sempre Sweet Cherrie nella CRW. Nello show nCw "Full Blast" dell'8 gennaio 2011 LuFisto ha fatto coppia con Sweet Cherrie sconfiggendo il team di Kalamity e Angie Skye. Successivamente è stato confermato un match per nCw "PowerPlay" del 22 gennaio dove LuFisto ha difeso con successo la cintura contro Kalamity in un Match of the Year Candidate e ha debuttato una nuova mossa finale, il "Mangalizer". Ha poi sconfitto nuovamente Kalamity il 12 febbraio 2011, in GEW, mantenendo il titolo per la 7ª volta. Il 12 marzo 2011, in un First Time Ever, LuFisto ha lottato e sconfitto Ayako Hamada con il Burning Hammer nel Main Event del 5º Show nCw Femmes Fatales mantenendo il titolo per l'8ª volta. Il 16 aprile 2011, all'evento GEW Spring War, LuFisto ha fatto coppia con Travor Blair in un Mixed Tag Team Match che ha perso contro Kalamity e Mitch Thompson e di conseguenza Kalamity ha avuto diritto ad un altro Title Match per l'11 giugno dello stesso anno. La settimana successiva LuFisto ha lottato e sconfitto La Parfaite Caroline nella JCW, mantenendo la cintura per la 9ª volta. Nonostante la sconfitta, è stato poi accordato a La Parfaite Caroline un rematch che si terrà nel sesto show della nCw FF.

### Torneo
|  | Round One | Round One           | Round One           |                 |   | Round Two    | Round Two | Round Two |  |  | Finals | Finals  | Finals |
|  |           |                     |                     |                 |   |              |           |           |  |  |        |         |        |
|  | 1         | Sara Del Rey        |                     |                 |   |              |           |           |  |  |        |         |        |
|  | 2         | LuFisto             | Sub                 |                 |   |              |           |           |  |  |        |         |        |
|  | 2         | LuFisto             | Sub                 |                 | 2 | LuFisto      | Sub       |           |  |  |        |         |        |
|  |           |                     |                     |                 | 2 | LuFisto      | Sub       |           |  |  |        |         |        |
|  |           | 4                   | Kalamity            |                 |   |              |           |           |  |  |        |         |        |
|  | 3         | 4                   | Kalamity            | Sweet Cherrie   |   |              |           |           |  |  |        |         |        |
|  | 3         |                     |                     | Sweet Cherrie   |   |              |           |           |  |  |        |         |        |
|  | 4         | Kalamity            | Pin                 |                 |   |              |           |           |  |  |        |         |        |
|  |           |                     |                     |                 |   |              |           |           |  |  |        | LuFisto | Pin    |
|  |           |                     |                     | Portia Perez    |   |              |           |           |  |  |        |         |        |
|  | 5         | PJ Tyler            |                     |                 |   |              |           |           |  |  |        |         |        |
|  | 6         | Portia Perez        | Pin                 |                 |   |              |           |           |  |  |        |         |        |
|  | 6         | Portia Perez        | Pin                 |                 | 6 | Portia Perez | Pin       |           |  |  |        |         |        |
|  |           |                     |                     |                 | 6 | Portia Perez | Pin       |           |  |  |        |         |        |
|  |           | 8                   | Cheerleader Melissa |                 |   |              |           |           |  |  |        |         |        |
|  | 7         | 8                   | Cheerleader Melissa | Nicole Matthews |   |              |           |           |  |  |        |         |        |
|  | 7         |                     |                     | Nicole Matthews |   |              |           |           |  |  |        |         |        |
|  | 8         | Cheerleader Melissa | Pin                 |                 |   |              |           |           |  |  |        |         |        |

| # | Wrestler | Regni | Data            | Giorni tenuto | Difese | Luogo            | Evento                      | Note                                                             | Ref.  |
| - | -------- | ----- | --------------- | ------------- | ------ | ---------------- | --------------------------- | ---------------------------------------------------------------- | ----- |
| 1 | LuFisto  | 1     | 23 ottobre 2010 | 5258+         | 9      | Montréal, Canada | nCw Femmes Fatales Volume 4 | Ha sconfitto Portia Perez nelle finali di un torneo ad 8 persone | [ 7 ] |